# Église réformée de Paris Auteuil
L'Église réformée de Paris Auteuil est membre de l'Église protestante unie de France. Son temple, construit en 1897 et remplacé en 1971 par un nouvel édifice, est situé 53 rue Erlanger, dans le 16e arrondissement de Paris.

## Historique

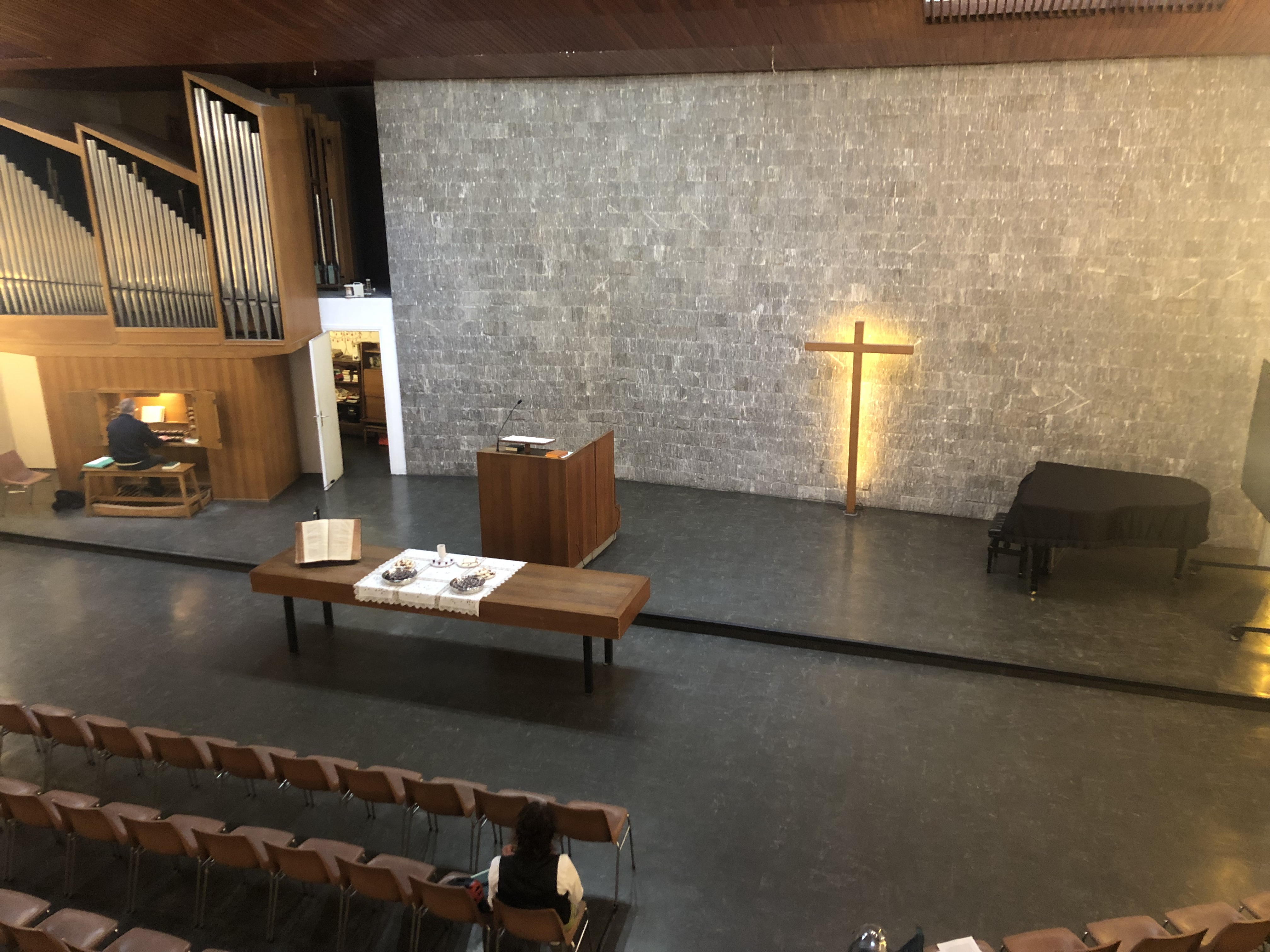
Intérieur du temple.

Dans les années 1890, le pasteur Osée Foulquier, ancien adjoint du pasteur baptiste Ruben Saillens, entreprend une œuvre d'évangélisation à Auteuil,. En 1897, il inaugure au 29 rue Boileau un premier temple en bois, à structure métallique, pouvant accueillir 150 personnes. L'association cultuelle est créée le 5 janvier 1907.
En 1924, le temple est démoli pour permettre l'agrandissement de l'École normale d'instituteurs. La paroisse achète alors l'ancienne propriété du sculpteur Léopold Morice, 53 rue Erlanger. Le culte est célébré dans l'ancien atelier, avant la construction du temple, par Charles Wulffleff et Aloïs Verrey, en 1931-1932. Il est décoré par le peintre suisse Louis Rivier, et le sculpteur suisse Édouard Sandoz. Une photographie de l'édifice figure dans le Dictionnaire historique des rues de Paris de l'historien de Paris Jacques Hillairet.
Ce deuxième temple se révélant trop petit, il est démoli pour laisser la place à une nouvelle construction, en 1971, menée par l'architecte suisse Guido Cocchi.

### Pasteur
Le pasteur actuel est James Woody.
| Poste 1                                    | Poste 2                                                |
| 1897- 1926 : Osée Foulquier                |                                                        |
| 1926-1929 : Samuel Dieny                   |                                                        |
| 1929-1948 : Levi Russier                   |                                                        |
| 1948-1956 : Benjamin Deschamps             |                                                        |
| 1956-1973 : Pierre Fath                    | 1970-1972 : Jean-Marc Saint André Perrin (suffragant)  |
|                                            | Claude Armand (suffragant) Alain Benoît (suffragant)   |
| 1974-1985 : Michel Leplay                  | 1972-1978 : Jean-Marc Saint 1979-1985 : Yves Cruvelier |
| 1985-1990 : Alain Campredon                | 1987-1991 : Jean-Paul Morley                           |
| 1990-1993 : Roger Bôsiger (Pr intérimaire) |                                                        |
| 1993-2004 : Marc de Bonnechose             | 1997-2003 : Jacques Juillard                           |
| 2004-2012 : Christian Barbéry              |                                                        |
| 2013-2016 : Nicolas Cochand                |                                                        |
| 2018-2023 : Jean-Christophe Robert         |                                                        |
| 2024 : James Woody                         |                                                        |